# Turki ben Mohammed ben Fahd Al Saoud
Turki ben Mohammed ben Fahd Al Saoud est un prince saoudien né le 5 octobre 1979 à Riyad, Arabie saoudite. Il est le fils de Mohammed ben Fahd Al Saoud et de Jawahir bint Nayef, sœur de l'ancien prince héritier Mohammed ben Nayef Al Saoud. C'est un des petits-neveux de Salmane ben Abdelaziz Al Saoud, roi d'Arabie saoudite.
Il devient ministre d’État d'Arabie saoudite le 1er janvier 2019.

## Éducation
Le prince Turki ben Mohammed ben Fahd a reçu son éducation primaire, intermédiaire et secondaire à l'école Dhahran, une institution internationale K-9 détenue et gérée par le département Éducation et Culture de Saudi Aramco. À partir de 1998, il étudie à l'université du roi Faisal, une institution publique dans la ville de Hofuf à Al-Hassa, dont il sort diplômé en 2002 en tant que juriste.

## Famille
Turki ben Mohammed ben Fahd est marié à la princesse Jawaher, la fille du major général Turki ben Abdullah ben Mohammed, et a 3 filles : Nouf (née en 2007), Lulwa (née en 2009) et Nora (née en 2010).

## Œuvres de charité
Turki ben Mohammed est impliqué dans sa communauté de différentes façons : il est le vice-président du conseil d'administration de l'université du prince Mohammed (en), fondée en 2006 par son père,
Il préside le comité exécutif de la Fondation privée Mohammed ben Fahd pour le développement humanitaire[réf. nécessaire]. Cette fondation aide les communautés de diverses manières : formations pour trouver un emploi, cours d'anglais et d'informatique durant l'été.

## Dans le monde des affaires
Turki ben Mohammed ben Fahd est président de la Société des services éducatifs TAALEEM. Il est également vice-président de la Saudi Arabian Amiantit Society. Fondée en 1968 et basée à Dammam, cette compagnie fabrique et vend des tuyaux et des produits connexes dans le monde entier.

## Carrière politique
Turki ben Mohammed est nommé ministre d’État le 1er janvier 2019,.